# Angela Strassheim
Angela Strassheim   (Bloomfield, 1969) és una fotògrafa estatunidenca que viu i treballa a Brooklyn, Nova York i Jerusalem. Abans de rebre el seu MFA de Yale el 2003, Strassheim va treballar com a fotògrafa forense certificada. En aquesta qualitat va documentar escenes de crim, proves i fotografies de vigilància a Miami. Més tard, després d'haver-se traslladat a Nova York, també va començar a fotografiar autòpsies. Ha fet servir aquestes tècniques per combinar-les amb referents de la història de l'art en les seves fotografies artístiques.

## Biografia
Nascuda a Bloomfield, Iowa, Strassheim va néixer en una família de cristians fonamentalistes, i més tard durant la seva infància va viure a Minnetonka, Minnesota. Llicenciada l'any 1995 al Minneapolis College of Art and Design, on va rebre el seu BFA, posseeix una certificació de fotografia forense i biomèdica de l'Oficina d'Imatges Forenses del Comtat de Metro-Dade a Miami, i va rebre un MFA de la Universitat Yale. Ha impartit classes al Minneapolis College of Art and Design.
L'estil de Strassheim ha estat descrit com "CSI es troba amb Billy Graham", i combina referències a la religió i la història de l'art amb elements que recorden la seva educació al mig oest. Els museus i institucions amb exemples del seu treball inclouen l'Institut d'Art de Chicago, la Fundació Aperture, el Museu d'Israel, el Centre de Fotografia de Minneapolis, la Universitat Yale, el Museu d'Art de Monterey, el Museu d'Art Americà de Minnesota, el Museu of Contemporary Art, Los Angeles i el National Museum of Women in the Arts. El seu treball també ha aparegut a la Whitney Biennial.
A Barcelona s'ha pogut veure obra seva a l'exposició Subúrbia, el 2024 al CCCB.

## Premis i reconeixements
Strassheim ha rebut diversos premis al llarg de la seva carrera; aquests inclouen una beca de Projecte Individual de Women in Photography Lightside, una beca d'artista de la Fundació Bush, una beca de fotografia de la Fundació McKnight, una beca de la Fundació Jerome i una beca d'iniciativa d'artistes de la Minnesota State Arts Board.